# 花の中の娘たち
『花の中の娘たち』（はなのなかのむすめたち）は、1953年9月15日に公開された日本映画。製作・配給は東宝。監督は山本嘉次郎。東宝初のカラー映画（総天然色・ ニュータイプ・フジカラー）である。

## 概要
製作・監督ともに『七色の街』の山本嘉次郎である。脚本は山本と西島大。音楽はヴァイオリニストのレイモン・ガロワ・モンブランが担当した。『プーサン』の杉葉子、小林桂樹、小泉博『夜の終り』の岡田茉莉子を中心に、小堀誠、平田昭彦、本間文子、東野英治部などが出演している。
富士フイルムによる初の国産カラーフィルムを使用したことで話題になったが、当時の品質は良くなかったとされる。照明助手を務めた高島利雄によれば、低感度にもかかわらずセットが大きいため光量がさらに必要となり、撮影中に熱さで気絶してしまったこともあるという。これによりカラー作品は時期尚早と判断され、3年後に制作された東宝初のカラー特撮映画『白夫人の妖恋』（1956年）ではイーストマン・カラーが用いられた。

## キャスト
- 石井左平：小堀誠
- 石井よね：本間文子
- 石井清太郎：鴨田清
- 石井よし子：杉葉子
- 石井もも子：岡田茉莉子
- 石井勝造：小林桂樹
- 石井庄六：東野英治郎
- 三村純一：小泉博
- 北小路孝麿：平田昭彦
- ユリ：立花満枝

## スタッフ
- 監督：山本嘉次郎
- 製作：山本嘉次郎
- 脚本：山本嘉次郎、西島大
- 音楽：レイモン・ガロワ＝モンブラン
- 撮影：完倉泰一
- 美術：河東安英
- 編集：坂東良治
- 助監督：筧正典